# Naturschutzgroßprojekt

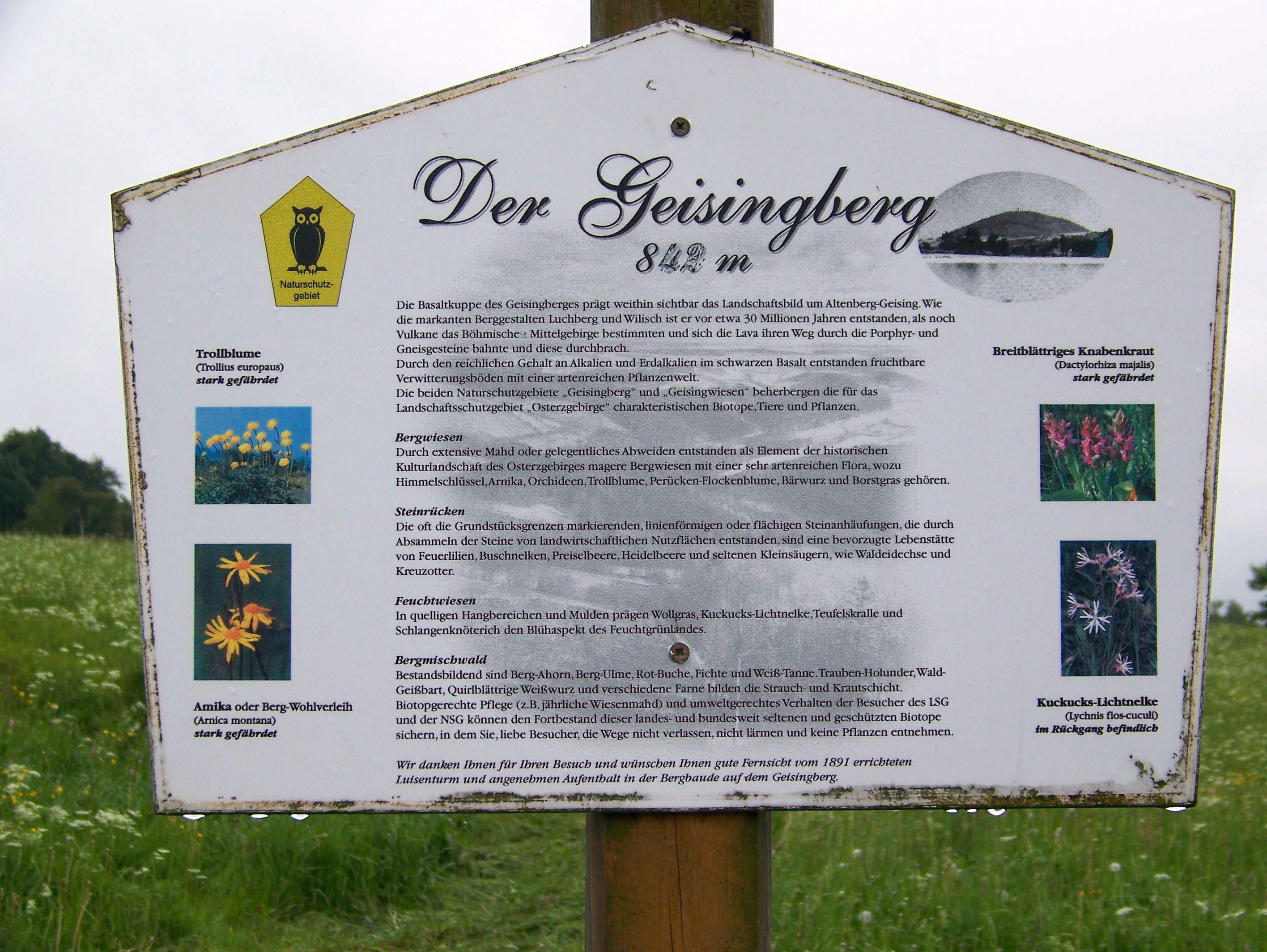
Geisingberg, Naturschutz-Großprojekt Bergwiesen im Osterzgebirge

Bei einem Naturschutzgroßprojekt handelt es sich in Deutschland um eine Maßnahme zur „Errichtung und Sicherung schutzwürdiger Teile von Natur und Landschaft mit gesamtstaatlich repräsentativer Bedeutung“ (BfN), verwaltungsintern häufig als GR-Gebiete abgekürzt.
Die Bundesrepublik Deutschland fördert mit einem entsprechenden Programm seit 1979 Landschaften, welche weit über ihre Umgebung hinaus Einfluss auf das Ökosystem haben. Damit sollen das „nationale Naturerbe“ geschützt und supranationale Naturschutzverpflichtungen erfüllt werden. Die Bewerbung zur Durchführung eines Naturschutzgroßprojektes verläuft über einen vom Bundesamt für Naturschutz veranstalteten Wettbewerb. Die letzte, als Idee.Natur, betitelte Ausschreibung lief bis 20. Mai 2009.
2008 wurde das Förderprogramm des Bundesministeriums für Umwelt, Naturschutz, Bau und Reaktorsicherheit in „chance.natur - Bundesförderung Naturschutz“ umbenannt.
Die Projektgebiete können bereits einen gesetzlichen Schutzstatus, beispielsweise als Naturschutzgebiet oder FFH-Gebiet, aufweisen.

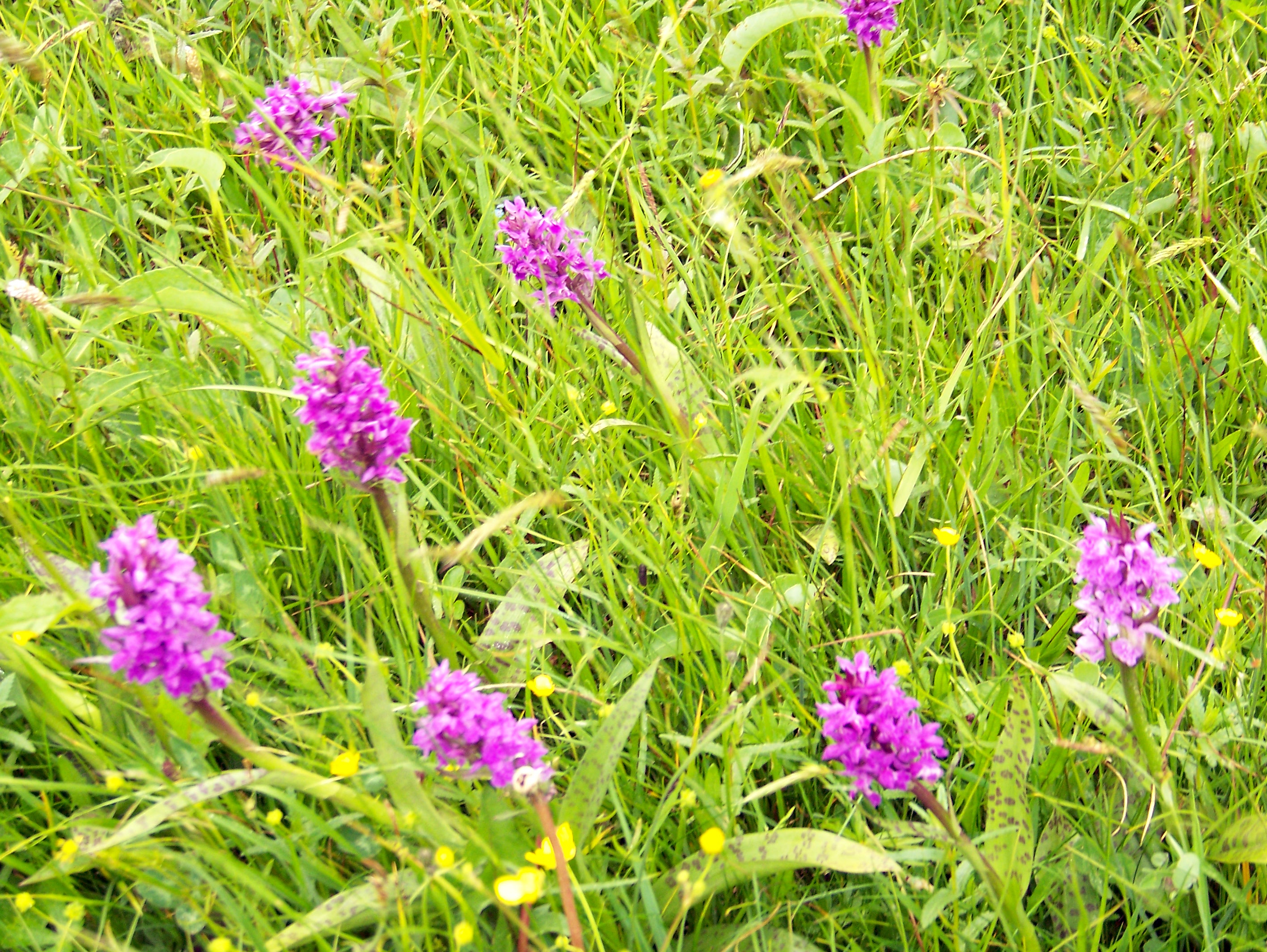
Geisingberg, Breitblättriges Knabenkraut auf der Geisingwiese

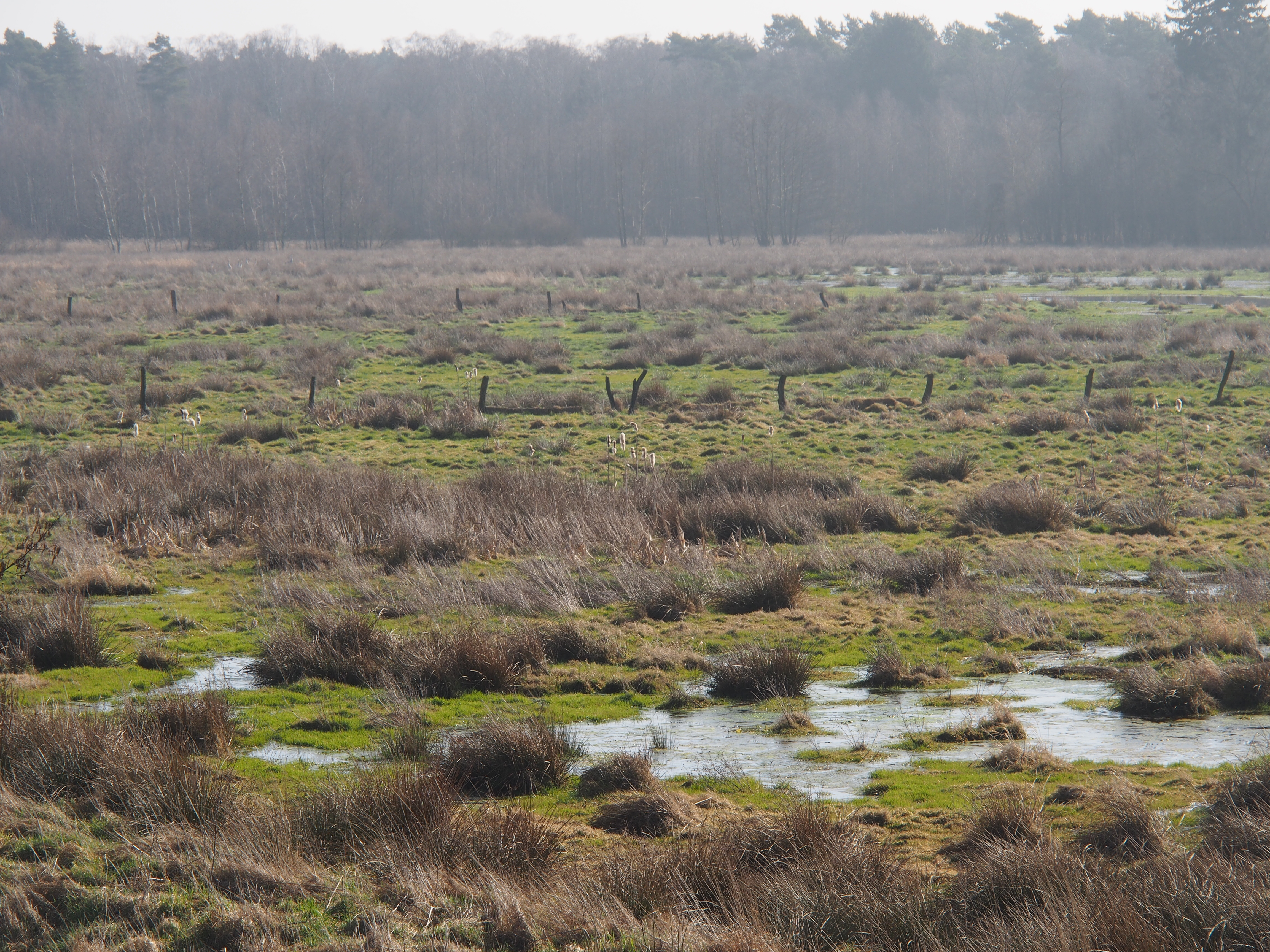
Das Postmoor im Naturschutzgebiet Lutter bei Bargfeld (2014)

## Beispiele

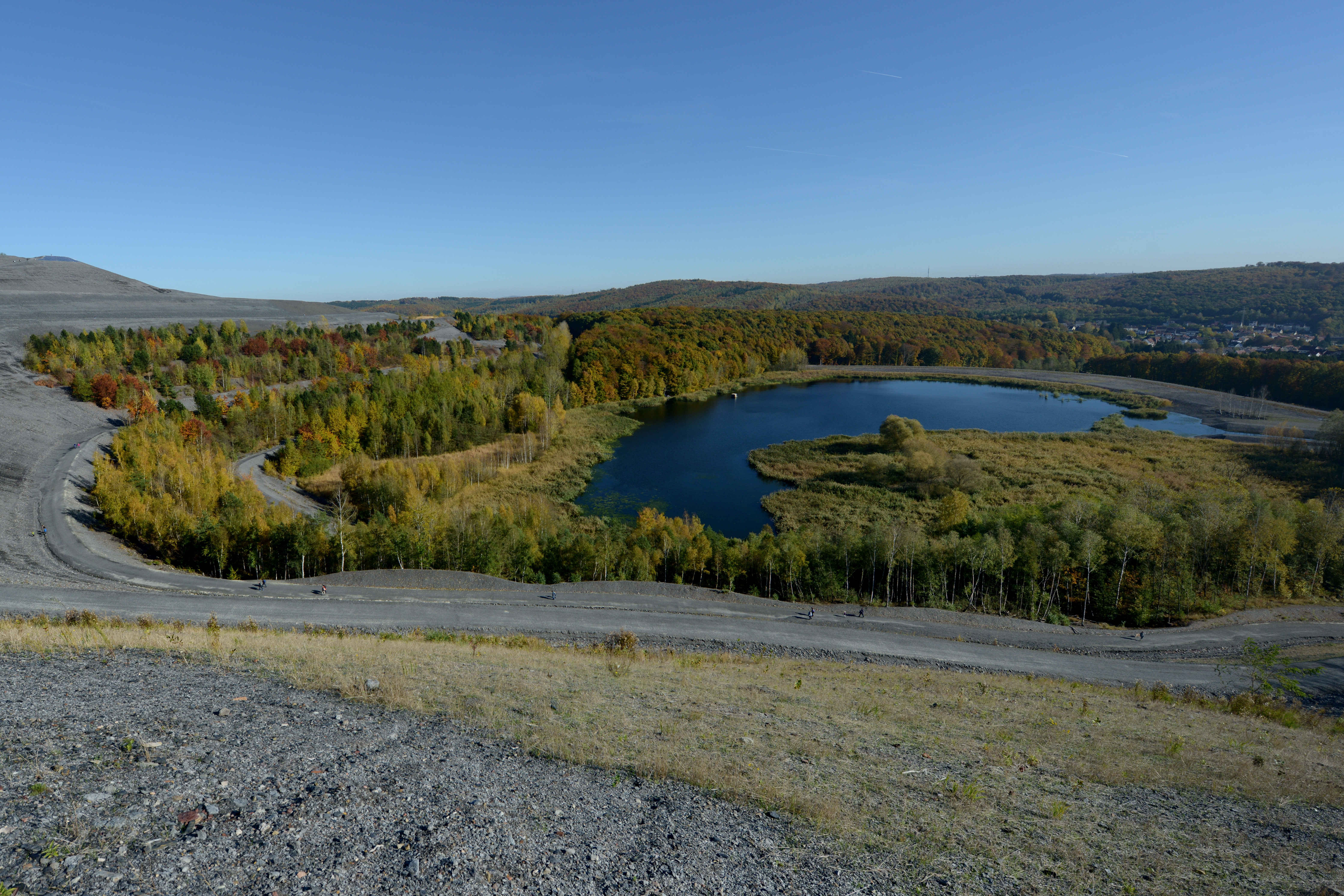
Naturschutzgroßprojekt Landschaft der Industriekultur Nord, Bergehalde Göttelborn mit Kohlbachtalweiher

- Naturschutzgroßprojekt Altmühlleiten[5]
- Naturschutzgroßprojekt Baar[6]
- Naturschutzgroßprojekt Bergwiesen im Osterzgebirge zur Erhaltung der Offenlandbiotope wie Moore, Feuchtbiotope und Steinrücken im Naturraum des östlichen Erzgebirges.
- Naturschutzgroßprojekt Bienwald
- Naturschutzgroßprojekt Krautsand
- Naturschutzgroßprojekt Lüneburger Heide
- Naturschutzgroßprojekt Lutter mit dem Entwicklungsziel der ökologischen Durchlässigkeit dieses Gewässers sowie der Heidebäche, auch zur Erhaltung der Flussperlmuschel (abgeschlossen).
- Naturschutzgroßprojekt Meißendorfer Teiche/Bannetzer Moor
- Naturschutzgroßprojekt Murnauer Moos zum Schutz der Alpenrandmoore (6.939 ha; 1992 bis 2003)[7]
- Naturschutzgroßprojekt Nordvorpommersche Waldlandschaft
- Naturschutzgroßprojekt Naturschutzgroßprojekt Peenetal / Peene-Haff-Moor
- Naturschutzgroßprojekt Obere Treenelandschaft
- Naturschutzgroßprojekt Regentalaue (1776 ha)
- Naturschutzgroßprojekt Senne und Teutoburger Wald[8]
- Naturschutzgroßprojekt Landschaft der Industriekultur Nord im Saarland[9]
- Naturschutzgroßprojekt Vogelsberg[10]